# USS O-5 (SS-66)
USS O-5 (SS-66) – amerykański okręt podwodny typu O-1 z końcowego okresu I wojny światowej, zwodowany 11 listopada 1917 roku w stoczni Fore River. Przyjęty do służby w marynarce amerykańskiej 8 czerwca 1918 roku, zatonął w kolizji 28 października 1923 roku w  Strefie Kanału Panamskiego.

## Historia
Okręt został wcielony do służby w United States Navy 8 czerwca 1918 roku.  Podczas prób w nowojorskiej stoczni US Navy 6 października 1918 doszło do wybuchu wodoru w baterii akumulatorów, na skutek którego zginął na miejscu chorąży William Sharkey (odznaczony pośmiertnie Krzyżem Marynarki), a dowódca kpt. mar. George Trever zmarł 9 dni później w szpitalu, ponadto trzeci członek załogi został ranny. Okręt po naprawie został wysłany w listopadzie do Europy, lecz zawieszenie broni kończące działania I wojny światowej spowodowało, że nie dotarł tam, lecz powrócił do USA. Używany był następnie do szkolenia.
W styczniu 1923 roku znalazł się w 1 Flotylli Okrętów Podwodnych bazującej w Coco Solo w  Strefie Kanału Panamskiego; dowódcą okrętu był wówczas por. Harrison Avery. 28 października 1923 roku o 6.24 poruszający się na powierzchni okręt zatonął w kolizji przed wejściem do Kanału Panamskiego po atlantyckiej stronie, staranowany przez amerykański statek pasażersko-towarowy transportujący banany „Abangarez”. Większość załogi, oprócz pięciu ludzi, zdołała się ewakuować i została uratowana przez statek  i inne nadpływające jednostki. W O-5, który osiadł na głębokości kilkunastu metrów, zostało dwóch ludzi, z którymi wkrótce nawiązano kontakt stukaniem w kadłub. Natychmiast przystąpiono do akcji ratunkowej i ściągnięto cywilny dźwig pływający „Ajax”, wykonujący prace w rejonie kanału – wówczas jeden z największych na świecie. Dwukrotnie próby podniesienia okrętu przy pomocy liny przeciągniętej pod dnem nie powiodły się, lecz trzecia odniosła skutek i 29 października o 13.10 uniesiono ponad wodę dziób okrętu podwodnego, co umożliwiło wydostanie z przedziału dziobowego dwóch ludzi. Marynarz Henry Breault, który wrócił po wydaniu rozkazu ewakuacji po drugiego członka załogi i został razem z nim uwięziony, został w 1924 roku odznaczony Medalem Honoru (jako jeden z dwóch tylko amerykańskich podwodniaków). Ciała dwóch pozostałych członków załogi odnaleziono później w wodzie, a jednego nie odnaleziono.
Sąd wojskowy oczyścił dowódcę O-5 z winy za spowodowanie kolizji, jednakże gdy rząd USA w 1927 roku wniósł pozew o odszkodowanie przeciwko kapitanowi parowca, powództwo zostało ostatecznie oddalone w 1932 roku przed sądem federalnym, który uznał, że całkowitą winę za kolizję ponosi dowódca O-5.
Okręt podwodny został później wydobyty, lecz remont uznano za nieopłacalny i 28 kwietnia 1924 został skreślony z listy floty, po czym 12 grudnia sprzedany w celu złomowania.